# The Pencil of Nature
The Pencil of Nature (La matita della natura) pubblicato in sei edizioni tra il 1844 e il 1846, è il primo libro illustrato da fotografie che sia mai stato commercializzato.
Scritto da William Henry Fox Talbot e corredato da propri calotipi, realizzati nel Talbotype Manufacturing Establishment, con copertina disegnata da Owen Jones. Si compone di: Osservazioni introduttive, Brevi cenni storici sulla nascita della fotografia e di 24 tavole, calotipi, con relative riflessioni sulle varie applicazioni della fotografia. Il libro fu pubblicato dalla casa editrice Longman, Brown, Green & Longhans di Londra.
Talbot introduce il suo libro specificando che le tavole in esso contenute sono state create utilizzando la sola azione della luce su fogli sensibili:
«Questa piccola opera che si offre oggi al pubblico è il primo tentativo di pubblicare una serie di tavole o immagini realizzate attraverso la nuova arte del disegno fotogenico, senza il minimo ricorso alla matita dell'artista.»

## Tavole

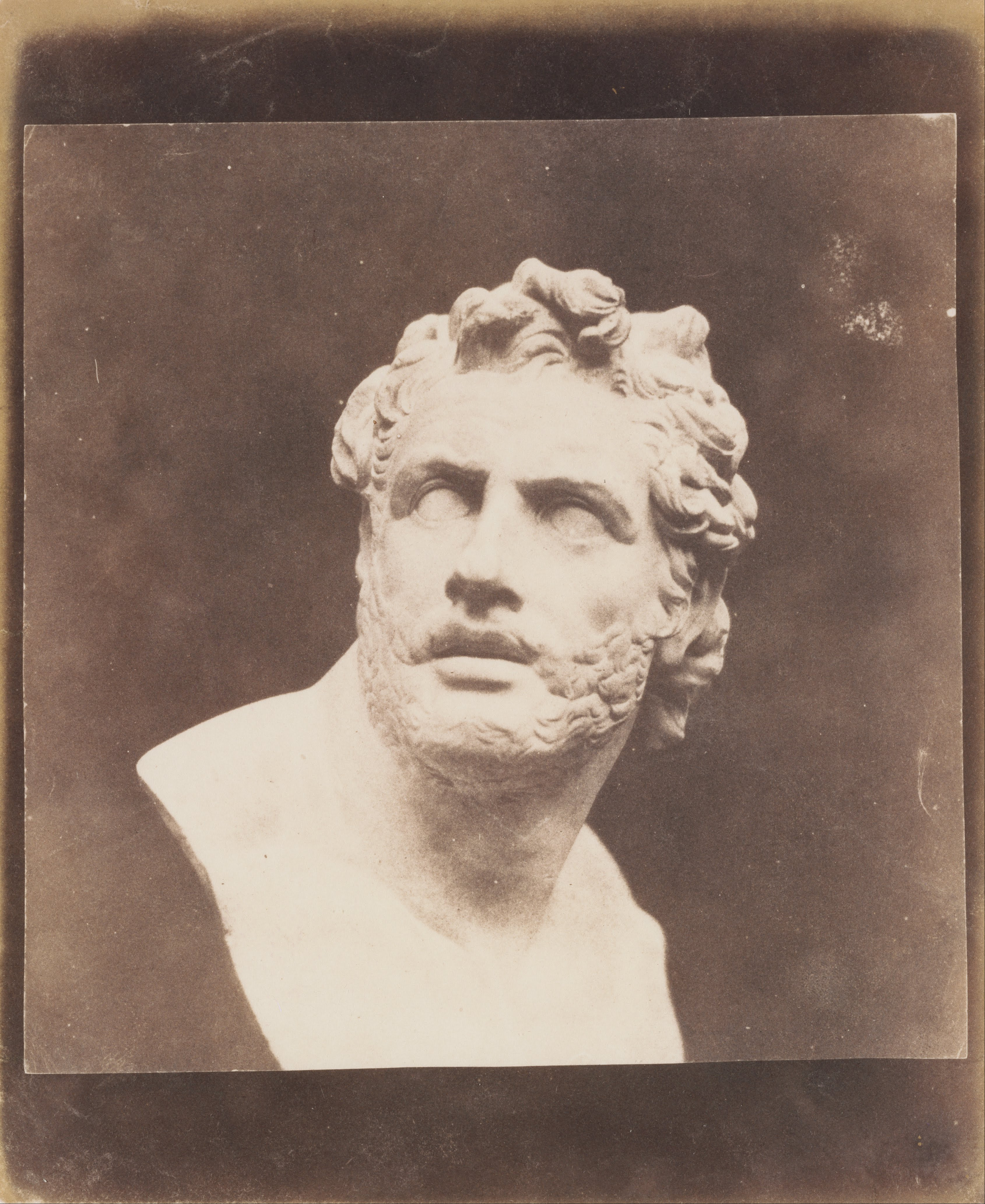
Tavola V, Busto di Patroclo

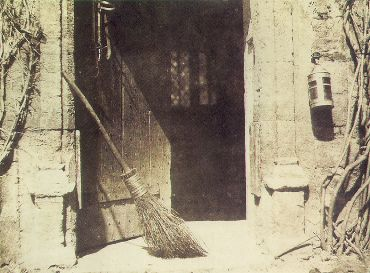
Tavola VI, La porta aperta

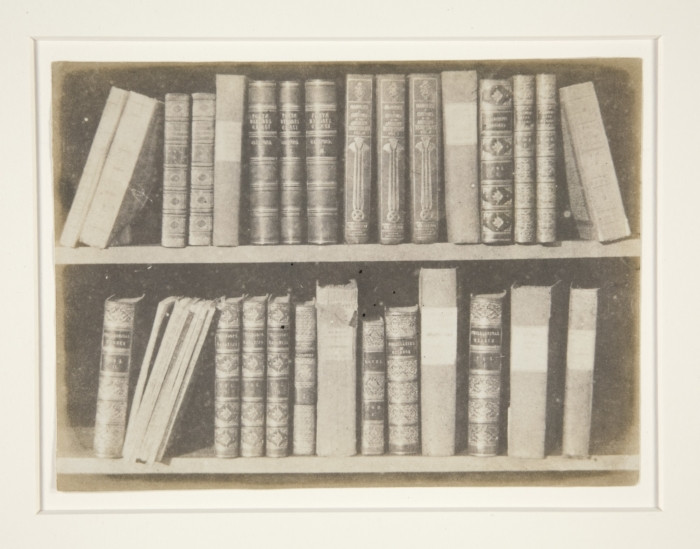
Tavola VIII, Scena di biblioteca

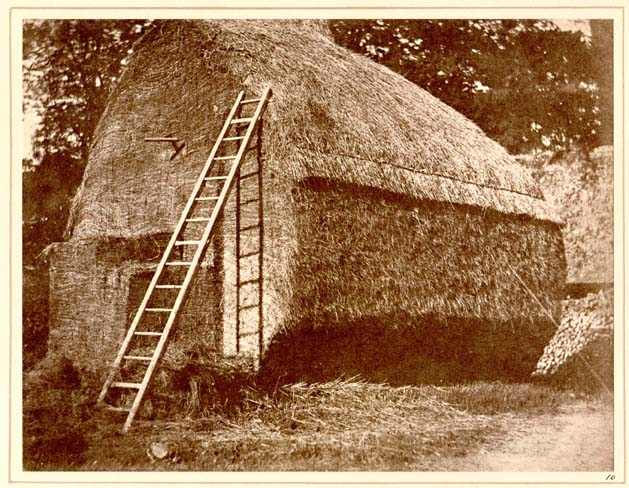
Tavola X, Il pagliaio

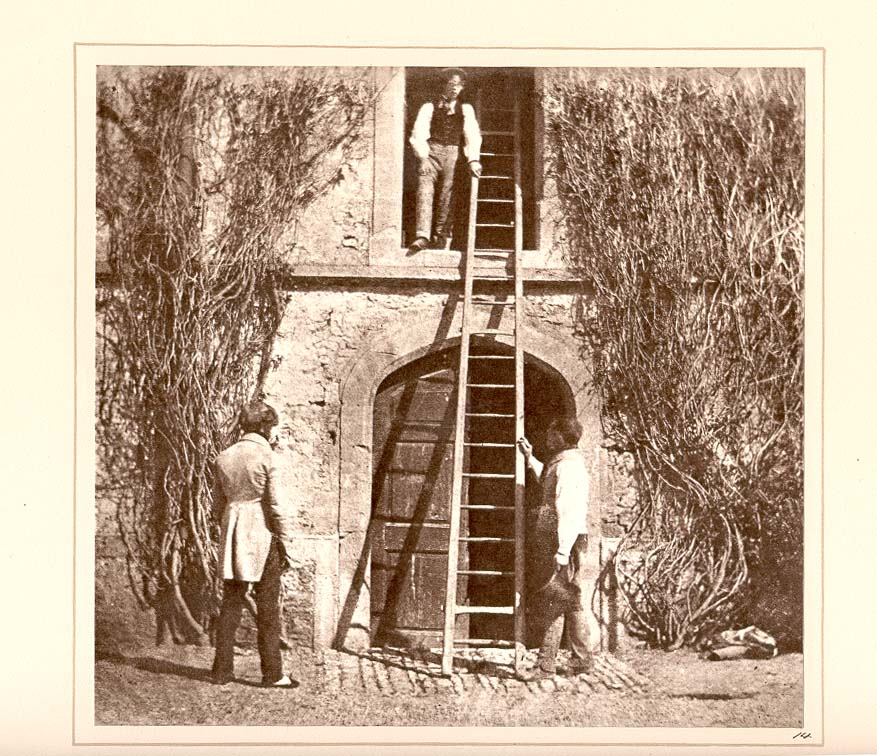
Tavola XIV, La scala a pioli

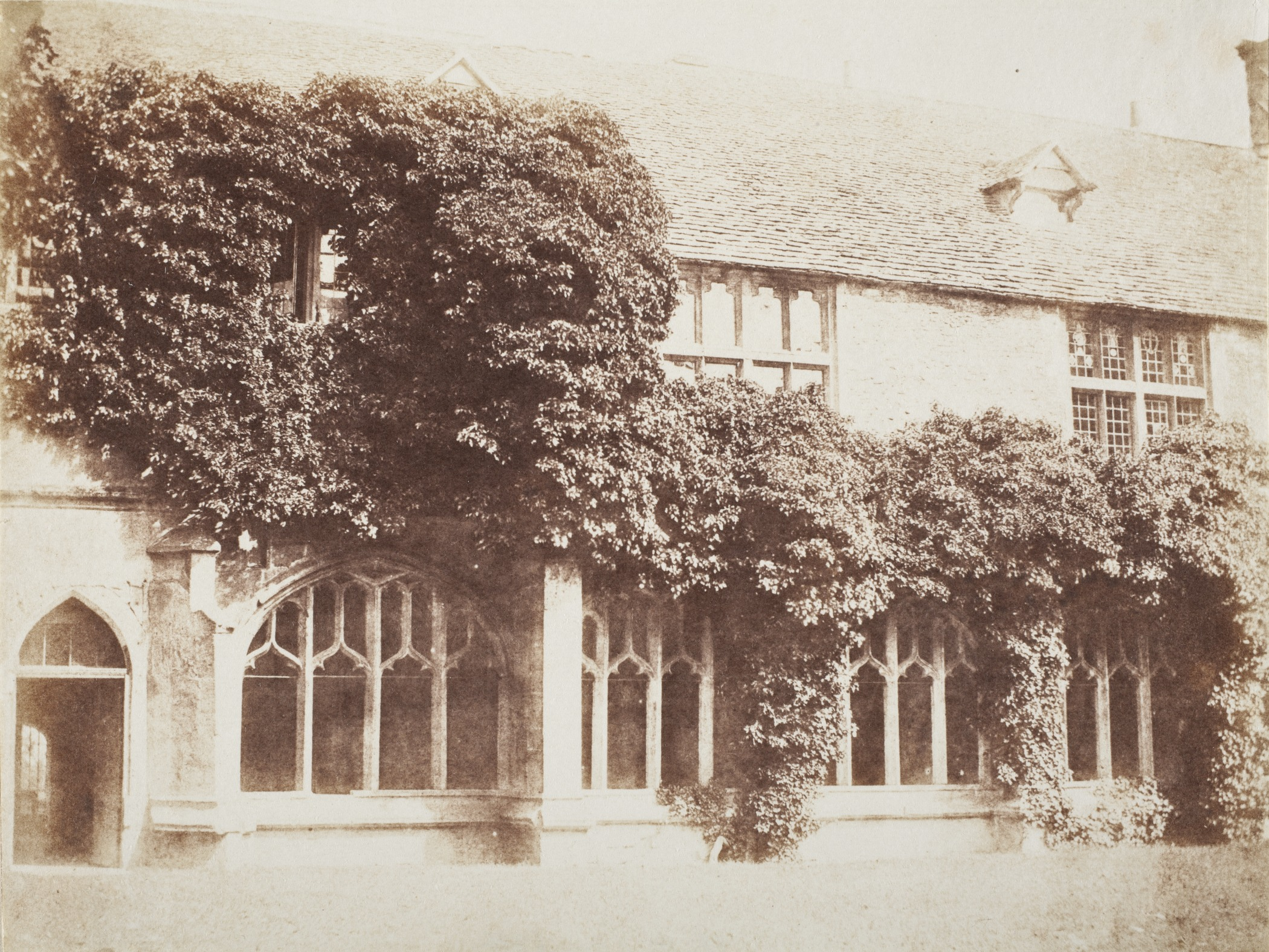
Tavola XVI, Porticato di Lacock Abbey

Elenco completo delle immagini, realizzate nell'arco di due anni, pubblicate in sei edizioni:
- Prima parte, 1844

I. Parte del Queen's College, Oxford
II. Vista dei boulevard di Parigi
III. Oggetti di porcellana
IV. Oggetti di vetro
V. Busto di Patroclo
- Seconda parte, 1844

VI. La porta aperta
VII. Foglia di una pianta
VIII. Scena in una biblioteca
IX. Facsimile di un'antica pagina stampata
X. Il pagliaio
XI. Copia di litografia
XII. Il ponte di Orléans
- Terza parte, 1844

XIII. Queen's College, Oxford: portale d'ingresso
XIV. La scala a pioli
XV. Lacock Abbey in Wiltshire
- Quarta parte, 1844

XVI. Porticato di Lacock Abbey
XVII. Busto di Patroclo
XVIII. Portale di Christchurch
- Quinta parte, 1844

XIX. La torre di Lacock Abbey
XX. Merletto
XXI. Il monumento ai martiri
- Sesta parte, 1846

XXII. L'abbazia di Westminster
XXIII. Agar nel deserto
XXIV. Composizione di frutta